# Miconia spichigeri
Miconia spichigeri är en tvåhjärtbladig växtart som beskrevs av John Julius Wurdack. Miconia spichigeri ingår i släktet Miconia och familjen Melastomataceae. Inga underarter finns listade i Catalogue of Life.